# Olympia-Bobbahn Rießersee

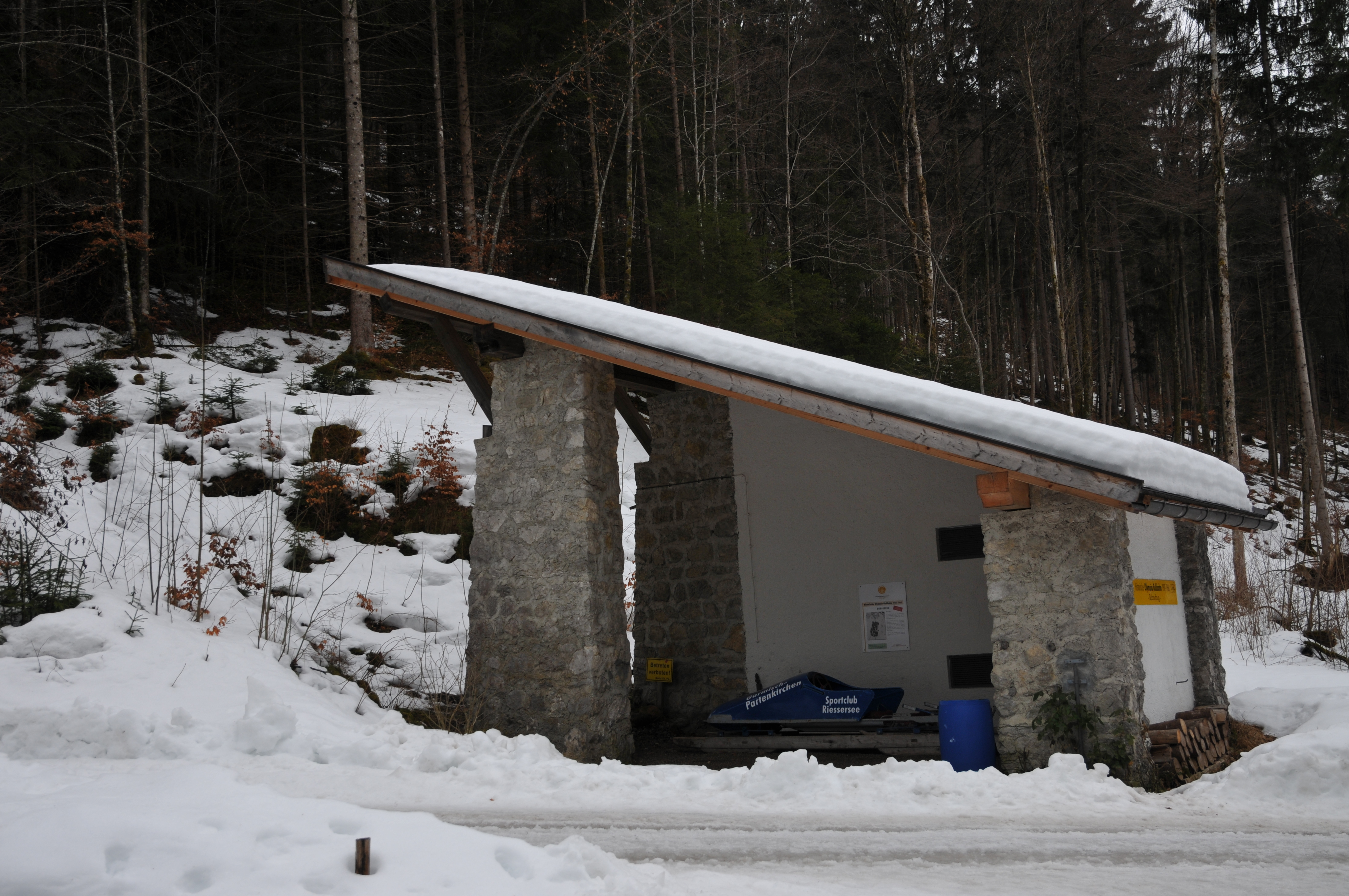
Talstation des Bobaufzugs

Die Olympia-Bobbahn Rießersee im oberbayerischen Markt Garmisch-Partenkirchen war die erste Bobbahn der Welt, bei der die wichtigsten Kurven mit Eisquadern ausgekleidet waren. Sie wurde erstmals im Winter 1910 in Betrieb genommen und musste 1966 geschlossen werden. Die Bobbahn ist auf Basis des Denkmalschutzgesetzes vom 1. Oktober 1973 seit 2003 ein Baudenkmal, die Aktennummer lautet D-1-80-117-313.

## Geschichte
Mit dem aufkommenden Wintertourismus Ende des 19. Jahrhunderts nahm auch in Garmisch und Partenkirchen die Popularität des Bob- und Rodelsports bei Gästen und Einheimischen stark zu. Bereits um 1900 wurden am Rießersee, Hausberg und am Gudiberg die ersten Rodelbahnen errichtet. Im Jahre 1909 konnte dann mit dem Bau der ersten Bobbahn am Rießersee begonnen werden, die dann im Winter 1910 eröffnet wurde. Bobbegeisterte gründeten 1911 den Bobsleighclub Garmisch. Die Bahn war anschließend Schauplatz zahlreicher Deutscher und Bayerischer Meisterschaften im Bobsport. Die Initiatoren Hansheinrich Kirchgeßner und Wilhelm von Hillern-Flensch gründeten dann am 12. Oktober 1920 im Luxushotel Riessersee den Sportclub Riessersee mit den Hauptsparten Bobsleigh und Eishockey. Der SCR stellte dann in späteren Jahren im Bobsport viele Deutsche Meister sowie Weltmeister und Olympiasieger. Der erste Ausbau der Bahn fand 1921 statt. 1926 musste aufgrund geänderter Vorschriften ein Bobaufzug gebaut werden, der für die olympischen Spiele 1936 nochmals modernisiert wurde. 1934 fanden am Rießersee die Weltmeisterschaften im Viererbob statt. Anlässlich der IV. Olympischen Winterspielen modernisierten die Organisatoren die Bahn 1934/35 nach Plänen von Stanislaus M. Zentzytzki und bauten sie auf eine Länge von 1654 m aus. Seitdem trägt die Bahn den Namen Olympia-Bobbahn Rießersee. 1938 fanden auf der Bahn wiederum die Weltmeisterschaft im Viererbob, sowie 1953, 1958 sowie 1962 die Weltmeisterschaften im Zweier- und Viererbob statt. Die Europameisterschaften 1966 waren die letzten Veranstaltungen dieser Art auf der Bobbahn, die anschließend geschlossen wurde. Im Jahr 2013 wurde die Strecke nach 46 Jahren erstmals wieder für ein Rennen hergerichtet, welches am 16. Februar 2013 durchgeführt wurde. Insgesamt waren bei diesen Rennen 13 Teams mit historischen Bobs am Start.

### Todesfälle
Auf der Bobbahn, die als sehr gefährlich galt, passierten viele Unfälle. Vier Bobpiloten verunglückten dabei tödlich.
- 1911 – N. Oberrüber aus Deutschland
- 1934 – Leonhard Lang aus Hammersbach bei Grainau / Deutschland
- 7. Januar 1951 – Rolf Odenrick aus Schweden
- 31. Januar 1953 – Felix Endrich aus der Schweiz

## Beschreibung

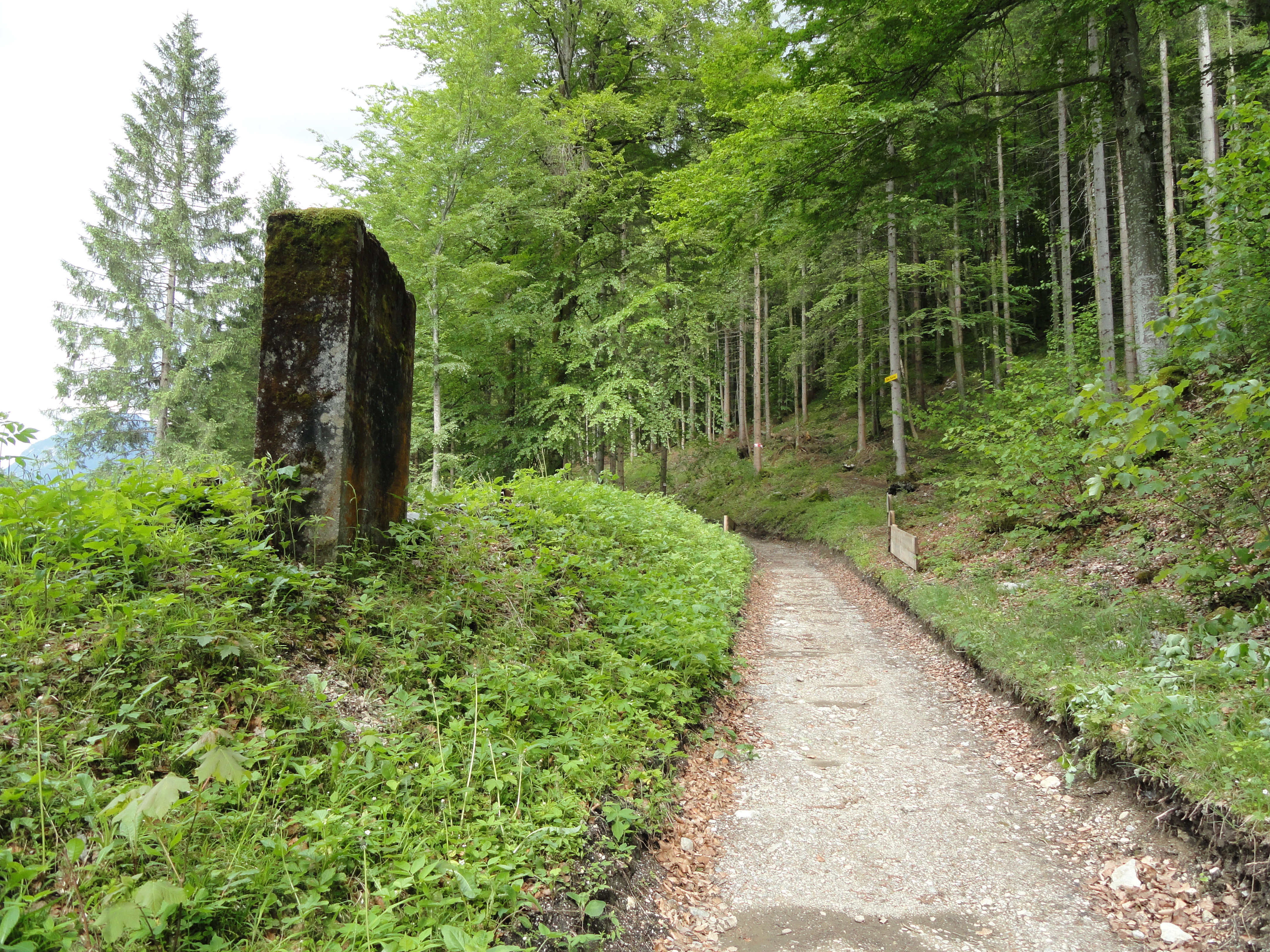
Bahnverlauf

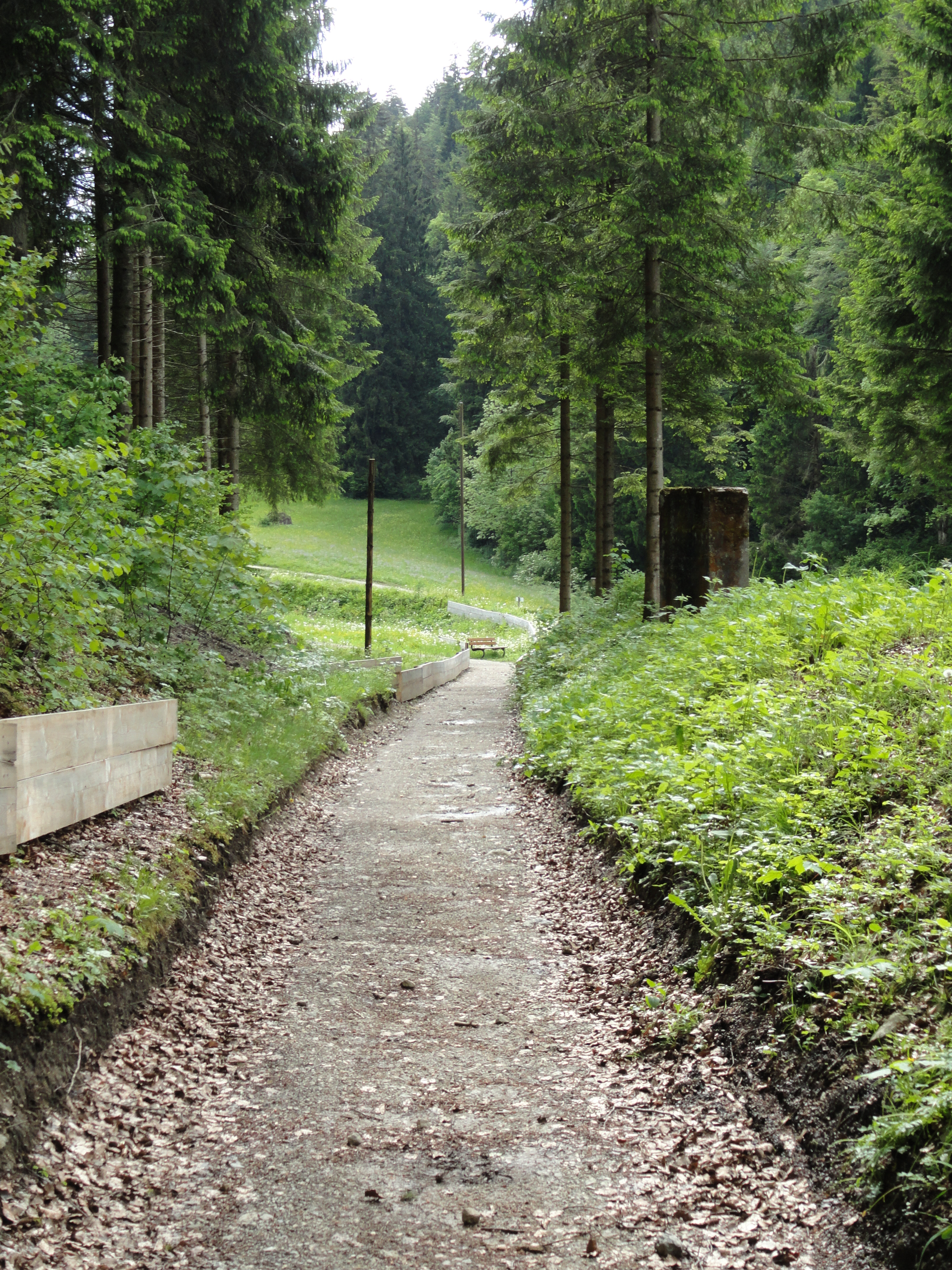
Zielbereich vor Bremskurve

Die am Nordhang des Rießerkopfes errichtete Olympia-Bobbahn Rießersee war zur damaligen Zeit die kurvenreichste Bahn und die erste, bei der die wichtigsten Kurven mit Eisquadern ausgekleidet waren. Sogenannte „Kurvenmaurer“ mauerten für jedes Rennen mit jeweils 15.000 Eisquadern die Bahn in einem Monat rennfertig. Diese Quader mit den Maßen 30 × 30 × 20 cm sägten die Kurvenmaurer aus dem nahegelegenen gefrorenen Rießersee. An den gefährlichsten Kurven waren noch zusätzliche Sicherheitsaufbauten angebracht. Die Bobs erreichten auf der Strecke eine Geschwindigkeit von 120 km/h.

### Technische Daten
Die Bahn hatte folgende technische Daten:
- Streckenlänge Start – Ziel: 1.525 m
- Höhenunterschied: 129 m
- Anzahl der Kurven: 14
- Durchschnittsgefälle: 8,459 %

## Heutiger Zustand
Nachdem die Bahn 1966 geschlossen wurde, überließ man sie sich selbst, bis sie 2003 unter Denkmalschutz gestellt wurde. Freiwillige Helfer legten später die Bahn frei und stellten Informationstafeln auf. Etwa 350 Meter vom Ziel entfernt steht der restaurierte Bobschuppen, der als Bobmuseum eingerichtet ist. In diesem befinden sich 17 historische Bobs sowie weitere interessanten Ausstellungsstücke und originales Filmmaterial. Der Bobschuppen kann kostenlos besichtigt werden. Am Bobschuppen befindet sich die Talstation des Transportaufzugs mit Gleisen. An der Strecke sind noch eine ehemalige eiserne Fußgängerbrücke, das ehemalige Pumpenwerk und Pumpstationen, sowie Hydranten zur Wasserversorgung, Fahnenmasten und das Kantinengebäude zu finden.